# Gullspångsälvens naturreservat
Gullspångsälvens naturreservat ligger i Gullspångs kommun i Västergötland.
Reservatet ligger omedelbart norr om Gullspångs tätort. Gullspångsälven rinner här från Skagern ut i Åråsviken i Vänerns nordöstra del. I den nedre delen av älven ligger Åråsforsarna. Kolstrandskanalen som rinner ut i Kolstrandsviken grävdes under 1970 - 1972 för att ta hand om det större vattenflödet för inte störa laxens lekplatser när kapaciteten i kraftstationen ökades.   
Älven har god vattenkvalitet och har ett unikt lax- och öringbestånd. Gullspångslaxen är en av få kvarvarande sötvattenslevande laxpopulationer i Europa. Inom området förekommer även asp, abborre, gädda, lake, id, mört och ål. Bottenfaunan har högt naturvärde. Det finns en artrik fågelfauna med rörsångare, sävsparv, skäggdopping och sothöna. Där finns även övervintrande fåglar som  strömstare, rördrom, smådopping, vattenrall och kungsfiskare.
På Amneholm, vid älvens mynning, finns lämningar av en borganläggning som anlades på 1360-talet. Naturreservatet är skyddat sedan 2006 och omfattar 175 hektar.
I reservatet längs älven finns en markerad vandringsled som sträcker sig från Gullspång ner till Amneholm vid Vänern.
Området ingår i det europeiska nätverket för bevarande av biologisk mångfald, Natura 2000.

## Bilder

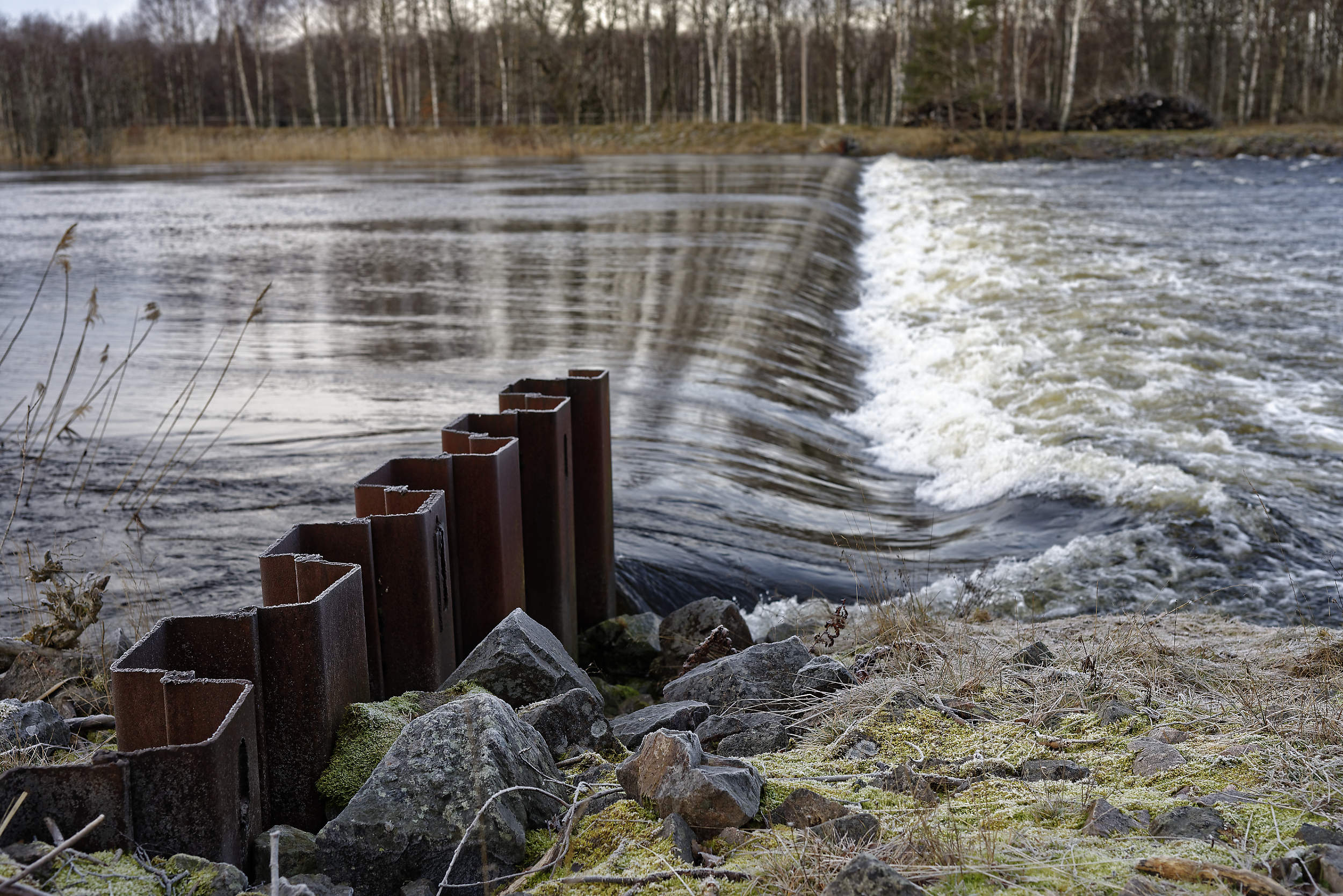
Norra tröskeln av Kolstranskanalen
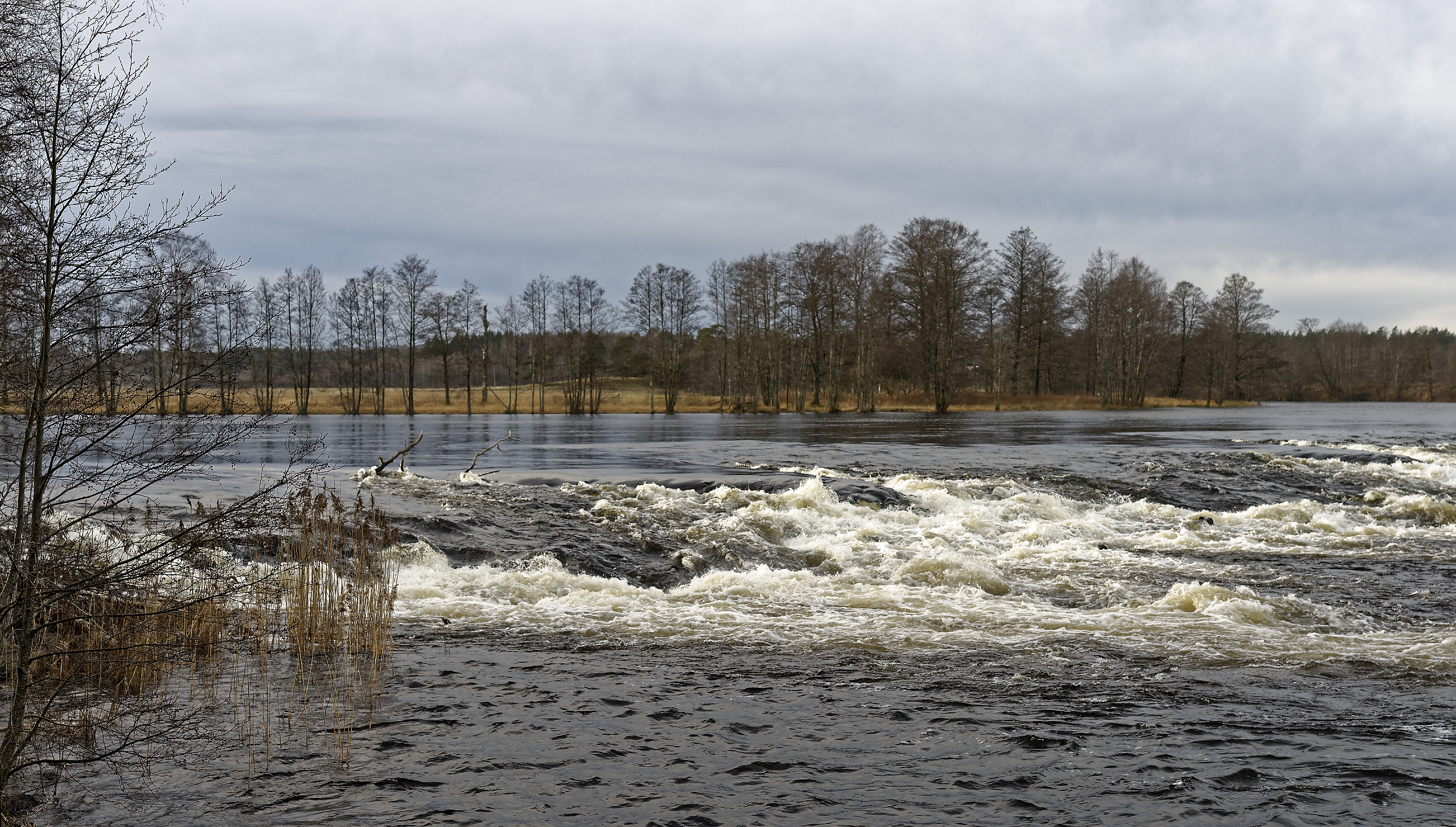
Södra tröskeln av Kolstrandskanalen
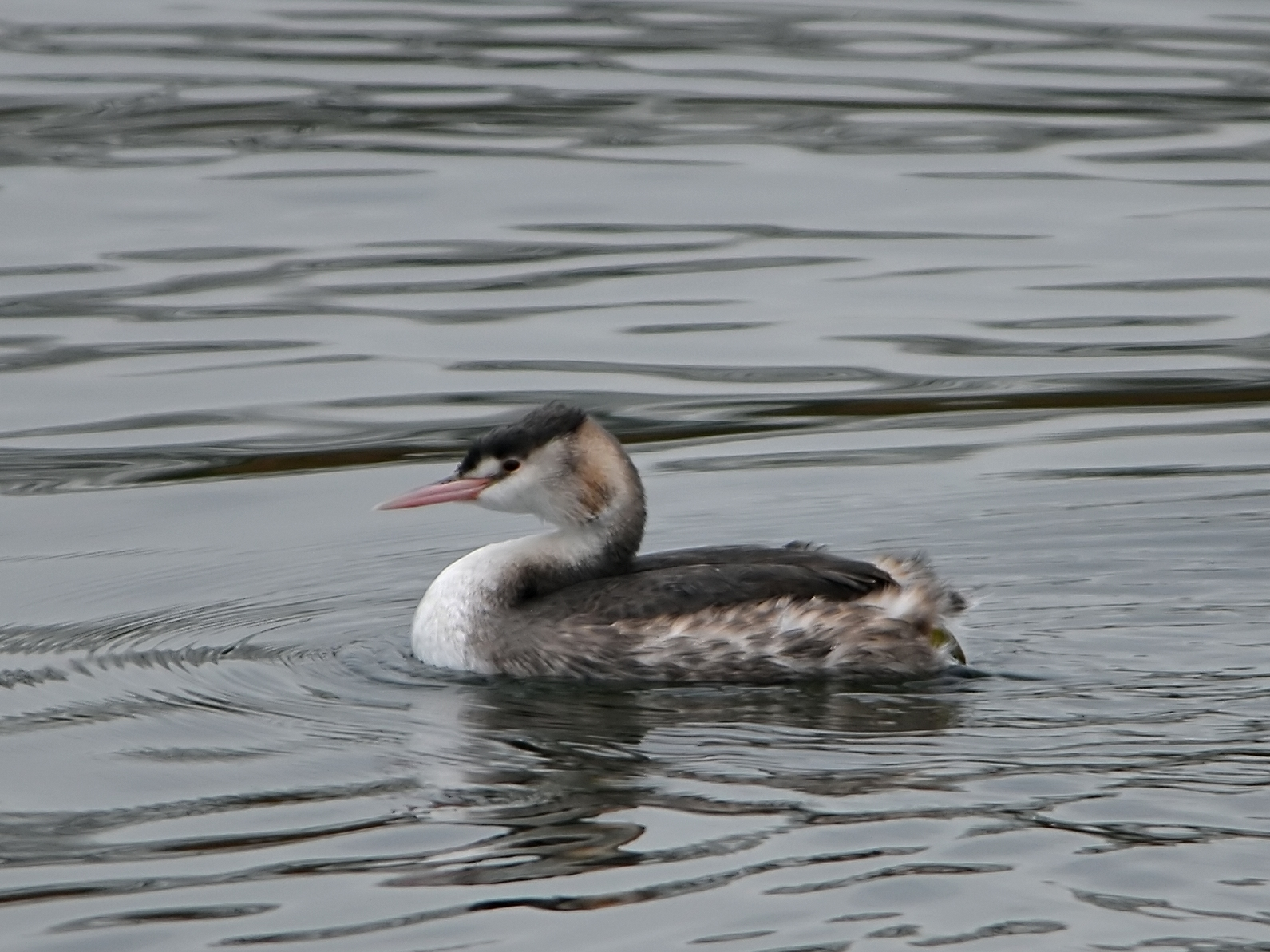
Skäggdopping